# Rodrigo Galatto
Rodrigo José Galatto, mais conhecido como Rodrigo Galatto, ou simplesmente Galatto (Porto Alegre, 10 de abril de 1983), é um ex-futebolista brasileiro que atuava como goleiro.
Galatto também é formado em Educação Física pela Universidade Luterana do Brasil (ULBRA) de Canoas.

## Carreira
Galatto começou sua carreira nas categorias de base do Grêmio e pelo Grêmio  se firmou como titular após a saída de Eduardo, estreando no dia 15 de maio de 2005, contra o Criciúma, no Estádio Heriberto Hülse. Desde que se tornou titular, passou segurança ao time. Foi essencial na volta para a Série A, junto com Anderson, ao defender um pênalti decisivo, contra o Náutico, no Estádio dos Aflitos no dia 26 de novembro de 2005. Anderson, por sua vez, marcou o gol que deu a vitória ao Tricolor Gaúcho no célebre jogo que ficou conhecido como Batalha dos Aflitos.
Em 2006 e 2007, sofreu com lesões, o que o colocou na reserva do clube gaúcho. Liberado pela direção para procurar outro clube no final de 2007, foi anunciado como contratado do Atlético Paranaense no dia 20 de dezembro do mesmo ano.
Na temporada de 2008 foi titular fazendo boas atuações no paranaense e depois no Campeonato Brasileiro da Série A de 2008. Na temporada seguinte começou o ano como titular no Campeonato Paranaense, tornando-se campeão paranaense de 2009, titularidade que acabou perdendo durante o resto da temporada. No dia 16 de janeiro de 2010 o Atlético Paranaense emprestou por um ano o goleiro ao Litex da Bulgária. Inicialmente ele escolheu ficar no Paraná e esperar uma melhor proposta. Mas uma nova investida feita pelo clube bulgáro foi aceita pelo jogador conseguindo grande destaque por lá.
Em julho de 2010, Galatto foi vendido ao Málaga, da Espanha.
No dia de Natal do ano de 2010, Gallato foi dispensado pelo técnico chileno Manuel Pellegrini do Málaga para poder procurar outro time.
Em Julho de 2011, após quase um ano sem jogar, Galatto acerta sua transferência para o Xamax da Suíça. No entanto, após jogar apenas uma partida, foi dispensado.
Em Maio de 2012, o jogador foi contratado pelo América, de Natal, para a disputa do Campeonato Brasileiro da Série B.
Atuando apenas 15 minutos com a camisa do [América Futebol Clube (Rio Grande do Norte)|[América]] por causa de uma grave lesão, ele embarcou para o Clube de Regatas Brasil, de Maceió, aonde atuará para temporada de 2013.
Depois de ter feito um ótimo Campeonato Alagoano 2013 pelo CRB, se tornando o melhor goleiro do campeonato, no dia 22 de maio foi confirmada a sua ida para o Criciúma para a disputa do Campeonato Brasileiro da Série A 2013. Foi dispensado no dia 20 de novembro de 2014, após a queda para a Série B de 2015 do Criciúma.

## Títulos
Grêmio
- Campeonato Brasileiro Série B: 2005
- Campeonato Gaúcho: 2006, 2007

Atlético Paranaense
- Campeonato Paranaense: 2009

Litex Lovech
- Campeonato Búlgaro: 2009/2010

América-RN
- Campeonato Potiguar: 2012
- Copa RN: 2012

CRB
- Campeonato Alagoano: 2013

### Outras conquistas
Atlético Paranaense
- Challenger Brazil/USA: 2009[4]

## Ingresso na política
Em 2018, Galatto se candidatou ao cargo de deputado federal, pelo PPS, nas eleições de outubro daquele ano no Rio Grande do Sul. Obteve apenas 37.466 votos, número não suficiente para se eleger.